# 太平洋航空 (越南)
太平洋航空（英語：Pacific Airlines）是一家越南的低成本航空公司，原稱捷星太平洋航空，以越南胡志明市的新山一國際機場為樞紐，經營國內和國際定期客運和貨運航班服務，並提供包機服務國內和區域目的地。由於澳洲航空的收購，越南太平洋航空在2008年5月23日開始更名為捷星太平洋航空，成為廉價航空公司捷星航空的一部份，至2020年。

## 历史

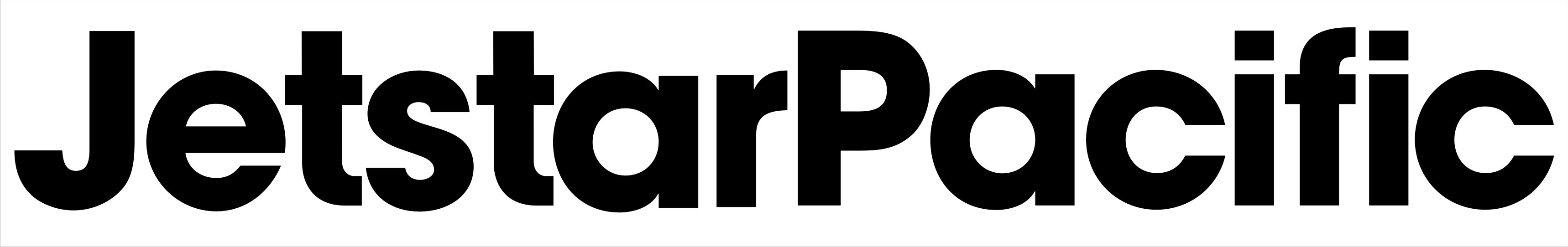
該公司2020年8月前的標誌

### 早年發展
太平洋航空以247萬美元資金，於1990年12月成立，並於1991年4月開始運營。 太平洋航空貞亦是繼允許外國投資越南航空業的改革之後，在越南建立的第一家航空公司。 當時，太平洋航空公司與AOM法國航空公司合作經營飛往泰國、巴基斯坦和法國的包機貨運航班。1993年，在取消對越南的美國禁運之前，太平洋航空就與聯合航空簽定協議，內容包括太平洋航空公司人員的培訓及美越在航空服務方面的合作。
1994年，越南民航局向政府提出了將越南航空、越南服務航空和太平洋航空的少數股份出售給投資者的計劃。 隨著美國禁運的解除，越南亦開始尋找用於採購飛機採購的資金，但有關計劃最後沒有實現。但是，在1996年，太平洋航空與包括越南航空公司在內的幾家航空服務公司合併，成立了現時的越南航空。同年，太平洋航空公司從當時的TEA Switzerland租用了一架波音737-300貨機，共同服務的貨運目的地及飛往河內、香港和台北的服務。
2000年，太平洋航空與希臘包機航空公司銀河航空簽定協議，越南航空公司將代表銀河航空運營飛往台北的航班。2001年，太平洋航空使用空中巴士A310和兩架空中巴士A321客機進行了3,600次飛行，總收入達至4,800萬美元。從2001年到2004年，由於各項國際事件發生，如911襲擊、伊拉克战争、SARS爆發、油價上漲以及公司自身的管理問題，太平洋航空收入只有1300萬美元，累計損失超過50億美元。 因此，越南航空於2004年底向政府提交有關太平洋航空公司的報告，該法令規定，太平洋航空所有的股份將轉交越南財政部。 從而，財政部獲得了太平洋航空86.49％的股份，其餘股份則由西貢旅遊集團（13.06％）和Tradevico（0.45％）所擁有。
財政部在2005年1月宣布計劃出售太平洋航空所有股份，以將可用資本增加20倍 。淡馬錫控股為一潛在的投資者，並打算注資5000萬美元以復興太平洋航空業務，並可能會開辦飛往日本、韓國、馬來西亞、新加坡和泰國的客運航線，但最後談判失敗了。直到2007年1月，再傳出另一潛在投資者對太平洋航空的投資意向。
目前越南太平洋航空公司有三個股東：越南國有資本投資公司（佔92.20%）、（SCIC）胡志明市旅遊總公司（7.53%）、其總裁 （0.27%）。2007年，澳洲航空宣布將購買其30%股權，2012年，越南航空持股增至70%。

### 捷星太平洋航空
澳洲航空與國家資本投資公司進行有關太平洋航空股份收購的談判， 經過三個月的談判，澳航同意購買太平洋航空少數股權，作為其在東南亞地區擴大捷星航空業務計劃的一部分。最終，澳航以3000萬美元的價格收購了太平洋航空18％的股份，其後更將其股份增至30％，而國家資本投資公司則繼續持有其餘大部分股份。太平洋航空改組為低成本航空公司，並計畫在2014年前以30架空中巴士A320的機隊開通飛往周邊國家的國際航線。
2008年5月，公司名稱更改為捷星太平洋航空。
捷星太平洋航空開辦來往芽莊和峴港的航線，但由於燃油成本高昂，芽莊的服務其後暫停，亦在2008年虧損了2200萬美元。  另外，曼谷和暹粒的客運航線開辦亦推遲，國家資本投資公司表示，捷星太平洋航空在2009年將需要3500萬美元的運營開支。

### 未來發展
2020年6月15日，越南航空宣布將把捷星太平洋航空的股權增加到98％，該公司將不再以捷星品牌運營，並恢復太平洋航空的原有名稱，而售票系統將從澳洲航空的捷星航空系統轉移至越南航空使用的售票系統。

## 航點
太平洋航空定期飛往以下航點：
| 主要樞紐 | 次要樞紐 | 即將開辦 | 停飛航點 |

| 捷星太平洋航空航點一覽表（2019年8月） | 捷星太平洋航空航點一覽表（2019年8月） | 捷星太平洋航空航點一覽表（2019年8月） | 捷星太平洋航空航點一覽表（2019年8月） | 捷星太平洋航空航點一覽表（2019年8月） | 捷星太平洋航空航點一覽表（2019年8月） | 捷星太平洋航空航點一覽表（2019年8月） | 捷星太平洋航空航點一覽表（2019年8月） |
| 國家／地區                            | 城市                                  | IATA                                  | ICAO                                  | 機場                                  | 營運期間                              | 備註                                  | 參考                                  |
| ------------------------------------- | ------------------------------------- | ------------------------------------- | ------------------------------------- | ------------------------------------- | ------------------------------------- | ------------------------------------- | ------------------------------------- |
| 中国                                  | 廣州                                  | CAN                                   | ZGGG                                  | 廣州白雲國際機場                      |                                       |                                       |                                       |
| 香港                                  | 香港                                  | HKG                                   | VHHH                                  | 香港國際機場                          | ？－2004 2015－                       | 曾在2004年停飛， 2015年9月7日復辦     |                                       |
| 日本                                  | 大阪                                  | KIX                                   | RJBB                                  | 關西國際機場                          | 2017－                                |                                       | [ 23 ]                                |
| 澳門                                  | 澳門                                  | MFM                                   | VMMC                                  | 澳門國際機場                          |                                       |                                       |                                       |
| 臺灣                                  | 高雄                                  | KHH                                   | RCKH                                  | 高雄國際機場                          | ？－2007 2019-                        |                                       |                                       |
| 臺灣                                  | 台北                                  | TPE                                   | RCTP                                  | 桃園國際機場                          | ？－2007 2016－                       |                                       |                                       |
| 泰國                                  | 曼谷                                  | BKK                                   | VTBS                                  | 蘇凡納布機場                          |                                       |                                       |                                       |
| 越南                                  | 邦美蜀                                | BMV                                   | VVBM                                  | 邦美蜀機場                            |                                       |                                       |                                       |
| 越南                                  | 芹苴                                  | VCA                                   | VVCT                                  | 芹苴國際機場                          |                                       |                                       |                                       |
| 越南                                  | 三岐                                  | VCL                                   | VVCA                                  | 茱萊機場                              |                                       |                                       |                                       |
| 越南                                  | 大叻                                  | DLI                                   | VVDL                                  | 莲姜机场                              |                                       |                                       |                                       |
| 越南                                  | 峴港                                  | DAD                                   | VVDN                                  | 峴港國際機場                          |                                       |                                       |                                       |
| 越南                                  | 洞海                                  | VDH                                   | VVDH                                  | 洞海機場                              |                                       |                                       |                                       |
| 越南                                  | 海防                                  | HPH                                   | VVCI                                  | 吉碑國際機場                          |                                       |                                       |                                       |
| 越南                                  | 河內                                  | HAN                                   | VVNB                                  | 內排國際機場                          |                                       |                                       |                                       |
| 越南                                  | 順化                                  | HUI                                   | VVPB                                  | 富牌國際機場                          |                                       |                                       |                                       |
| 越南                                  | 芽莊                                  | CXR                                   | VVCR                                  | 金蘭國際機場                          |                                       |                                       |                                       |
| 越南                                  | 富國島                                | PQC                                   | VVPQ                                  | 富國國際機場                          |                                       |                                       |                                       |
| 越南                                  | 波來古                                | PXU                                   | VVPK                                  | 波來古機場                            |                                       |                                       |                                       |
| 越南                                  | 歸仁                                  | VCA                                   | VVCT                                  | 歸仁機場                              |                                       |                                       |                                       |
| 越南                                  | 胡志明市                              | SGN                                   | VVTS                                  | 新山一國際機場                        |                                       |                                       |                                       |
| 越南                                  | 榮市                                  | VII                                   | VVVH                                  | 榮市国际機場                          |                                       |                                       |                                       |
| 越南                                  | 清化                                  | THD                                   | VVTX                                  | 壽春機場                              |                                       |                                       |                                       |
| 越南                                  | 綏和                                  | TBB                                   | VVTH                                  | 綏和機場                              |                                       |                                       |                                       |

### 航班代碼共享伙伴
- 越南航空

## 機隊

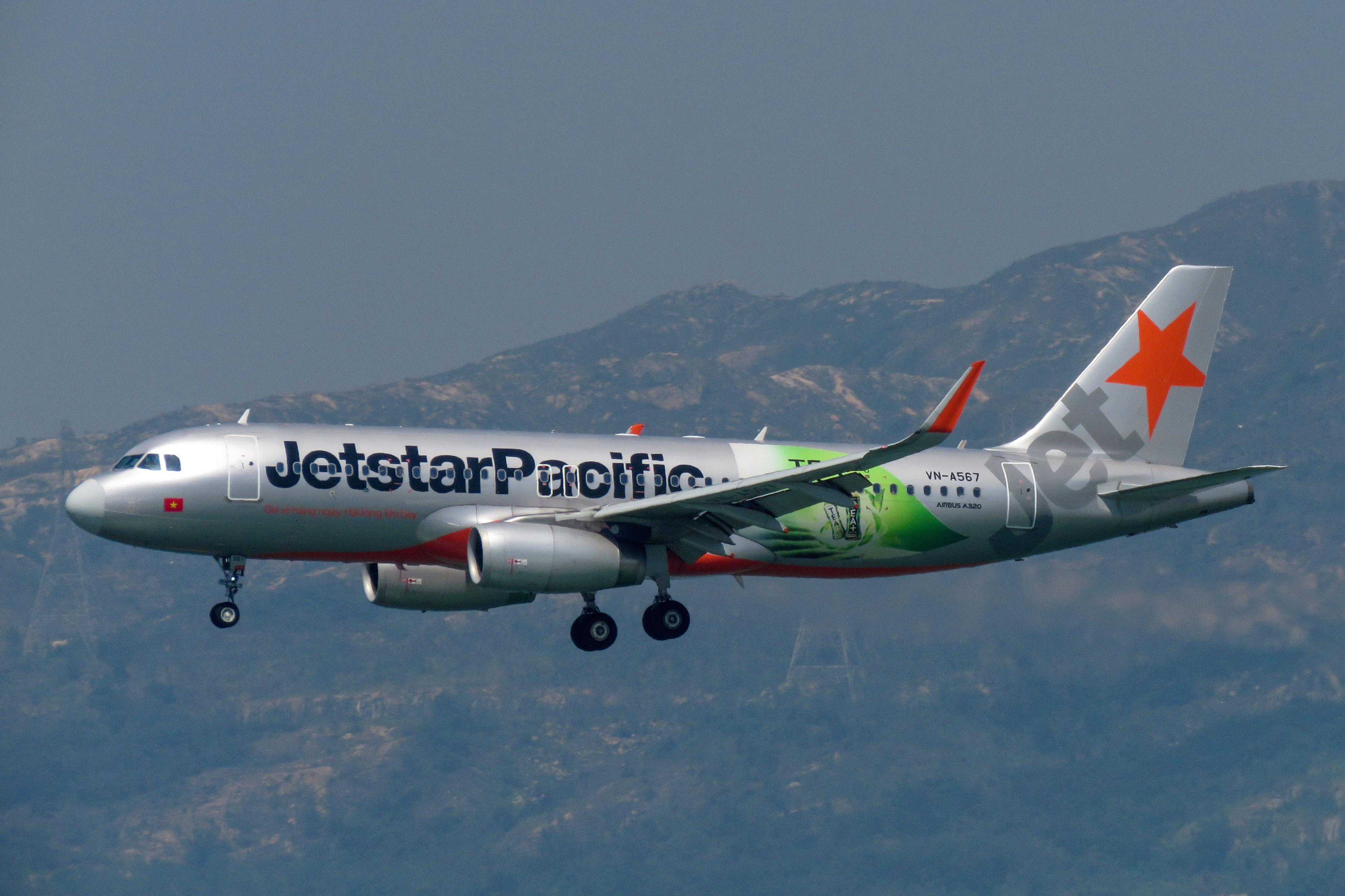
捷星太平洋航空A320客機即將降落於香港國際機場

截至2020年8月，捷星太平洋航空擁有機隊如下：

## 外部連結
- 太平洋航空網站 （页面存档备份，存于）